# Maury (Pyrénées-Orientales)
Pour les articles homonymes, voir Maury.
Maury  est une commune française située dans le nord du département des Pyrénées-Orientales, en région Occitanie. Sur le plan historique et culturel, la commune est dans le Fenouillèdes, une dépression allongée entre les Corbières et les massifs pyrénéens recouvrant la presque totalité du bassin de l'Agly.
Exposée à un climat méditerranéen, elle est drainée par la Maury, le ruisseau du Traou de l'Ouille et par divers autres petits cours d'eau. La commune possède un patrimoine naturel remarquable : un site Natura 2000 (les « Basses Corbières »), un espace protégé (le « Bac de l'Alvèze ») et six zones naturelles d'intérêt écologique, faunistique et floristique.
Maury est une commune rurale qui compte 780 habitants en 2022, après avoir connu un pic de population de 1 830 habitants en 1891.  Elle fait partie de l'aire d'attraction de Perpignan. Ses habitants sont appelés les Maurynats ou  Maurynates.

## Géographie

### Localisation
La commune de Maury se trouve dans le département des Pyrénées-Orientales, en région Occitanie.
Elle se situe à 28 km à vol d'oiseau de Perpignan, préfecture du département, à 26 km de Prades, sous-préfecture, et à 23 km de Rivesaltes, bureau centralisateur du canton de la Vallée de l'Agly dont dépend la commune depuis 2015 pour les élections départementales.
La commune fait en outre partie du bassin de vie de Perpignan.
Les communes les plus proches sont : 
Cucugnan (4,4 km), Rasiguères (5,2 km), Lesquerde (5,4 km), Planèzes (5,4 km), Lansac (5,8 km), Duilhac-sous-Peyrepertuse (6,2 km), Saint-Arnac (6,4 km), Latour-de-France (6,8 km).
Sur le plan historique et culturel, Maury fait partie du Fenouillèdes, une dépression allongée entre les Corbières et les massifs pyrénéens recouvrant la presque totalité du bassin de l'Agly. Ce territoire est culturellement une zone de langue occitane.

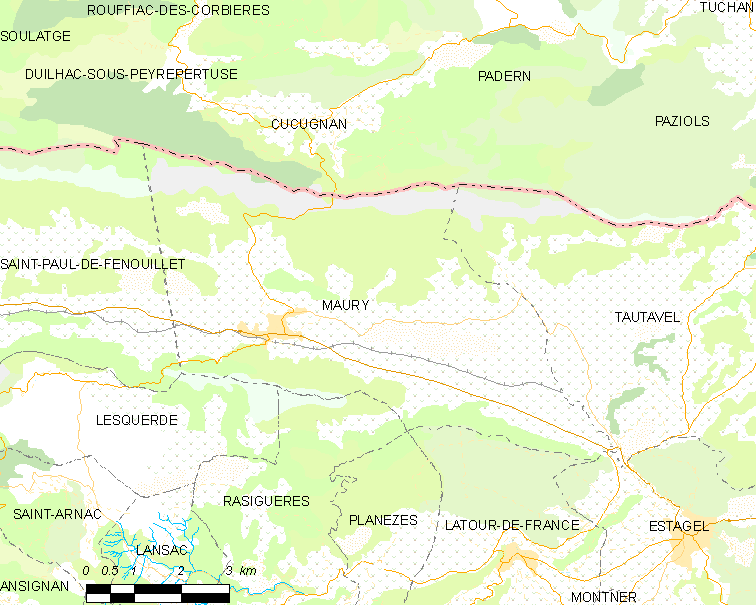
Situation de La commune.

| Duilhac-sous-Peyrepertuse (Aude) | Cucugnan (Aude)                    |                           |
| Saint-Paul-de-Fenouillet         | Maury                              | Tautavel                  |
| Lesquerde                        | Rasiguères, Planèzes (quadripoint) | Estagel, Latour-de-France |

### Paysages et relief

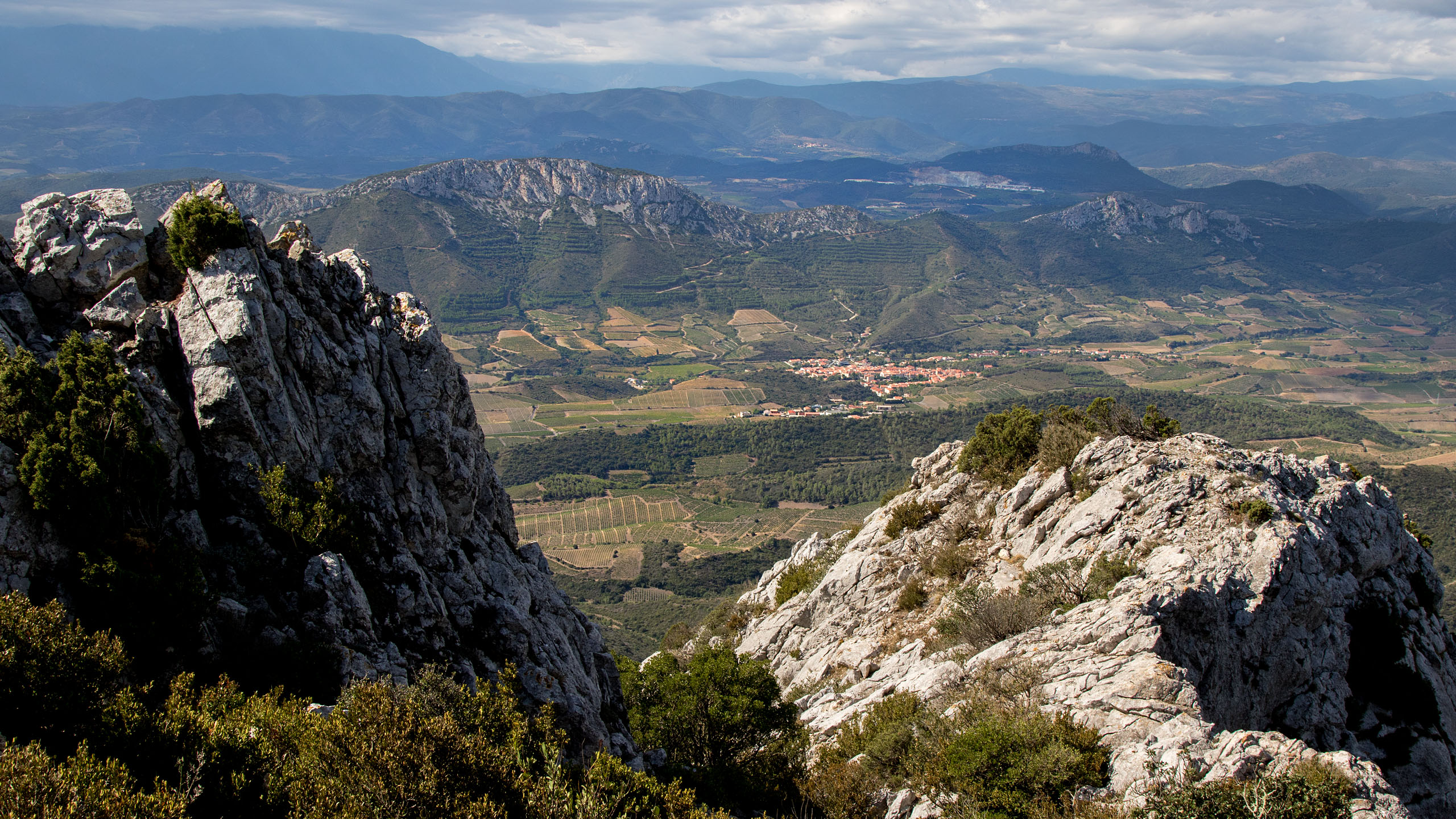
Maury vu de Quéribus
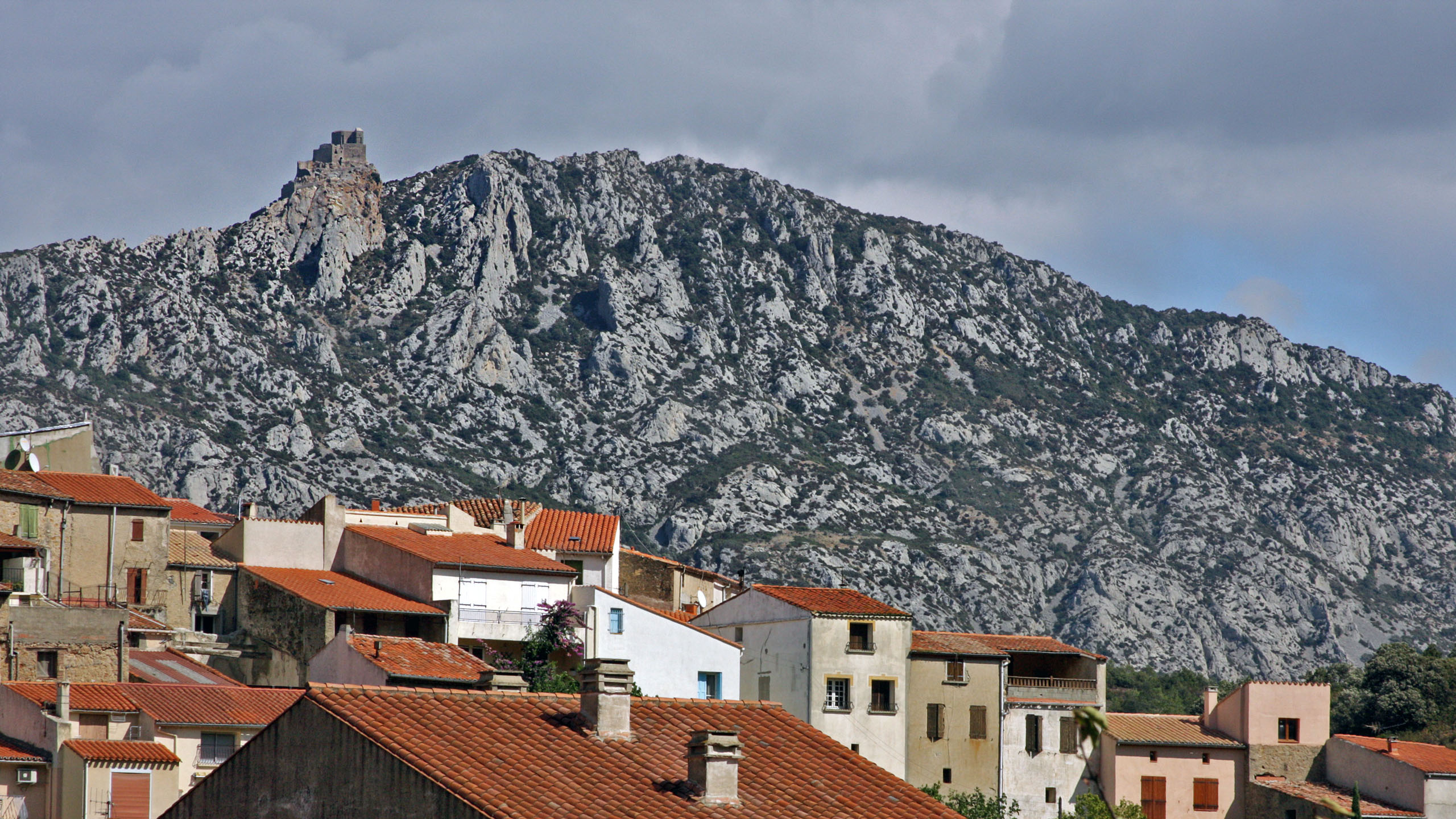
Le château de Quéribus domine Maury

### Géologie
Le village de Maury est dominé au nord par le grau de Maury qui fut contrôlé jadis par le château de Quéribus.
La commune est classée en zone de sismicité 3, correspondant à une sismicité modérée.

### Climat
Pour des articles plus généraux, voir Climat de l'Occitanie et Climat des Pyrénées-Orientales.
En 2010, le climat de la commune est de type climat méditerranéen franc, selon une étude du CNRS s'appuyant sur une série de données couvrant la période 1971-2000. En 2020, Météo-France publie une typologie des climats de la France métropolitaine dans laquelle la commune est dans une zone de transition entre le climat de montagne et le climat méditerranéen et est dans une zone de transition entre les régions climatiques « Pyrénées orientales » et « Provence, Languedoc-Roussillon ».
Pour la période 1971-2000, la température annuelle moyenne est de 14,4 °C, avec une amplitude thermique annuelle de 15,4 °C. Le cumul annuel moyen de précipitations est de 747 mm, avec 7,4 jours de précipitations en janvier et 3,2 jours en juillet. Pour la période 1991-2020, la température moyenne annuelle observée sur la station météorologique la plus proche, située sur la commune de Saint-Paul-de-Fenouillet à 7 km à vol d'oiseau, est de 14,7 °C et le cumul annuel moyen de précipitations est de 765,9 mm,. Pour l'avenir, les paramètres climatiques de la commune estimés pour 2050 selon différents scénarios d’émission de gaz à effet de serre sont consultables sur un site dédié publié par Météo-France en novembre 2022.

### Milieux naturels et biodiversité

#### Espaces protégés
La protection réglementaire est le mode d’intervention le plus fort pour préserver des espaces naturels remarquables et leur biodiversité associée,.
Un  espace protégé est présent sur la commune : 
le Bac de l'Alvèze, objet d'un arrêté de protection de biotope, d'une superficie de 156,5 ha.

#### Réseau Natura 2000

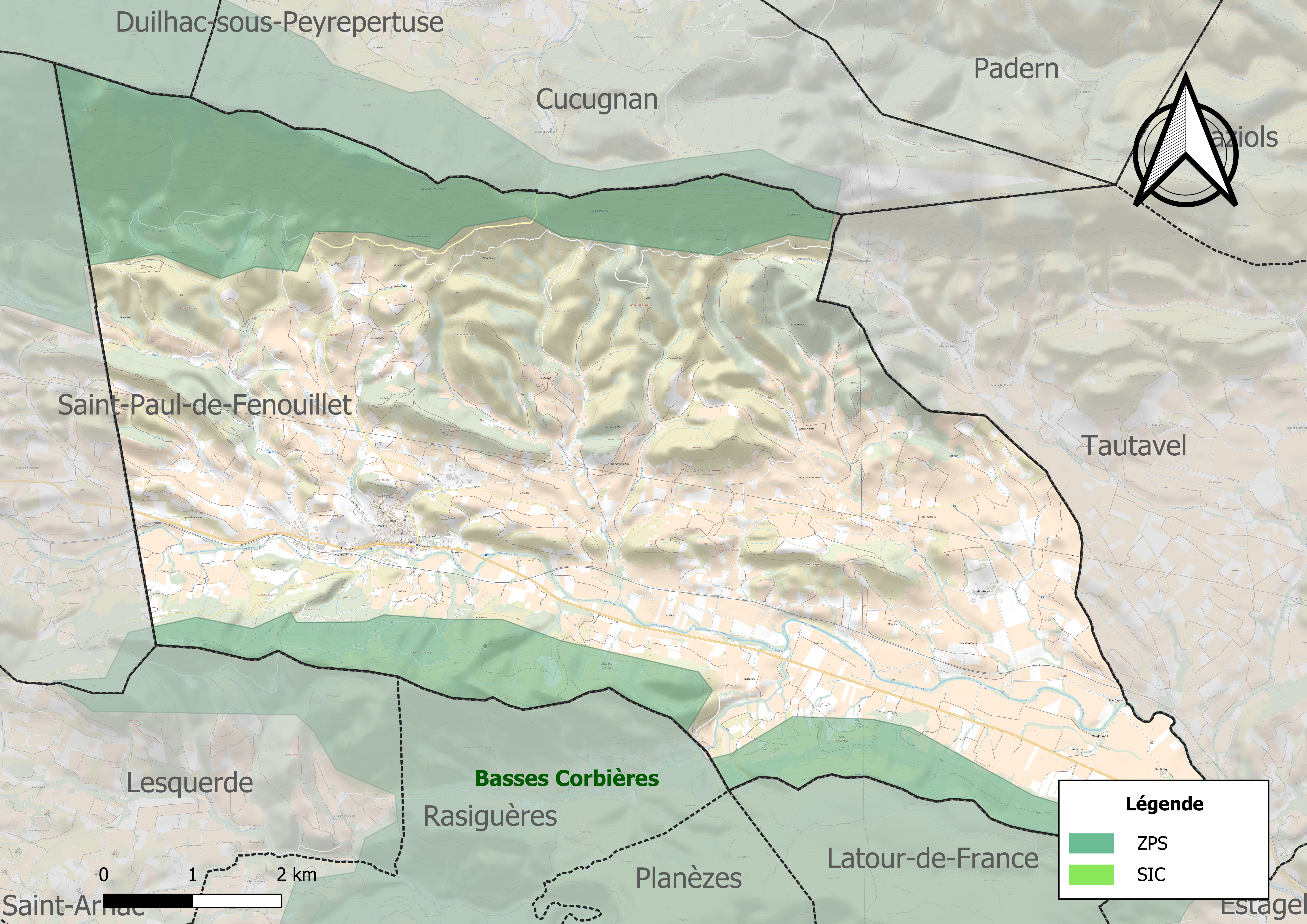
Sites Natura 2000 sur le territoire communal.

Le réseau Natura 2000 est un réseau écologique européen de sites naturels d'intérêt écologique élaboré à partir des directives habitats et oiseaux, constitué de zones spéciales de conservation (ZSC) et de zones de protection spéciale (ZPS).
Un site Natura 2000 a été défini sur la commune au titre  de la directive oiseaux : « les Basses Corbières », d'une superficie de 29 495 ha, sont un site important pour la conservation des rapaces : l'Aigle de Bonelli, l'Aigle royal, le Grand-duc d’Europe, le Circaète Jean-le-Blanc, le Faucon pèlerin, le Busard cendré, l'Aigle botté.

#### Zones naturelles d'intérêt écologique, faunistique et floristique
L’inventaire des zones naturelles d'intérêt écologique, faunistique et floristique (ZNIEFF) a pour objectif de réaliser une couverture des zones les plus intéressantes sur le plan écologique, essentiellement dans la perspective d’améliorer la connaissance du patrimoine naturel national et de fournir aux différents décideurs un outil d’aide à la prise en compte de l’environnement dans l’aménagement du territoire.
Quatre ZNIEFF de type 1 sont recensées sur la commune :
- la « crête de la Quille » (1 391 ha), couvrant 4 communes dont deux dans l'Aude et deux dans les Pyrénées-Orientales[21] ;
- le « massif de la Tourèze » (1 718 ha), couvrant 6 communes du département[22] ;
- la « plaine d'Estagel et de Maury » (1 225 ha), couvrant 2 communes du département[23] ;
- la « serre de Quéribus » (226 ha), couvrant 3 communes dont une dans l'Aude et deux dans les Pyrénées-Orientales[24] ;

et deux ZNIEFF de type 2, : 
- le « massif du Fenouillèdes » (34 157 ha), couvrant 40 communes dont une dans l'Aude et 39 dans les Pyrénées-Orientales[25] ;
- le « massif du Fenouillèdes septentrional » (14 046 ha), couvrant 14 communes dont neuf dans l'Aude et cinq dans les Pyrénées-Orientales[26].

Carte des ZNIEFF de type 1 et 2 à Maury.
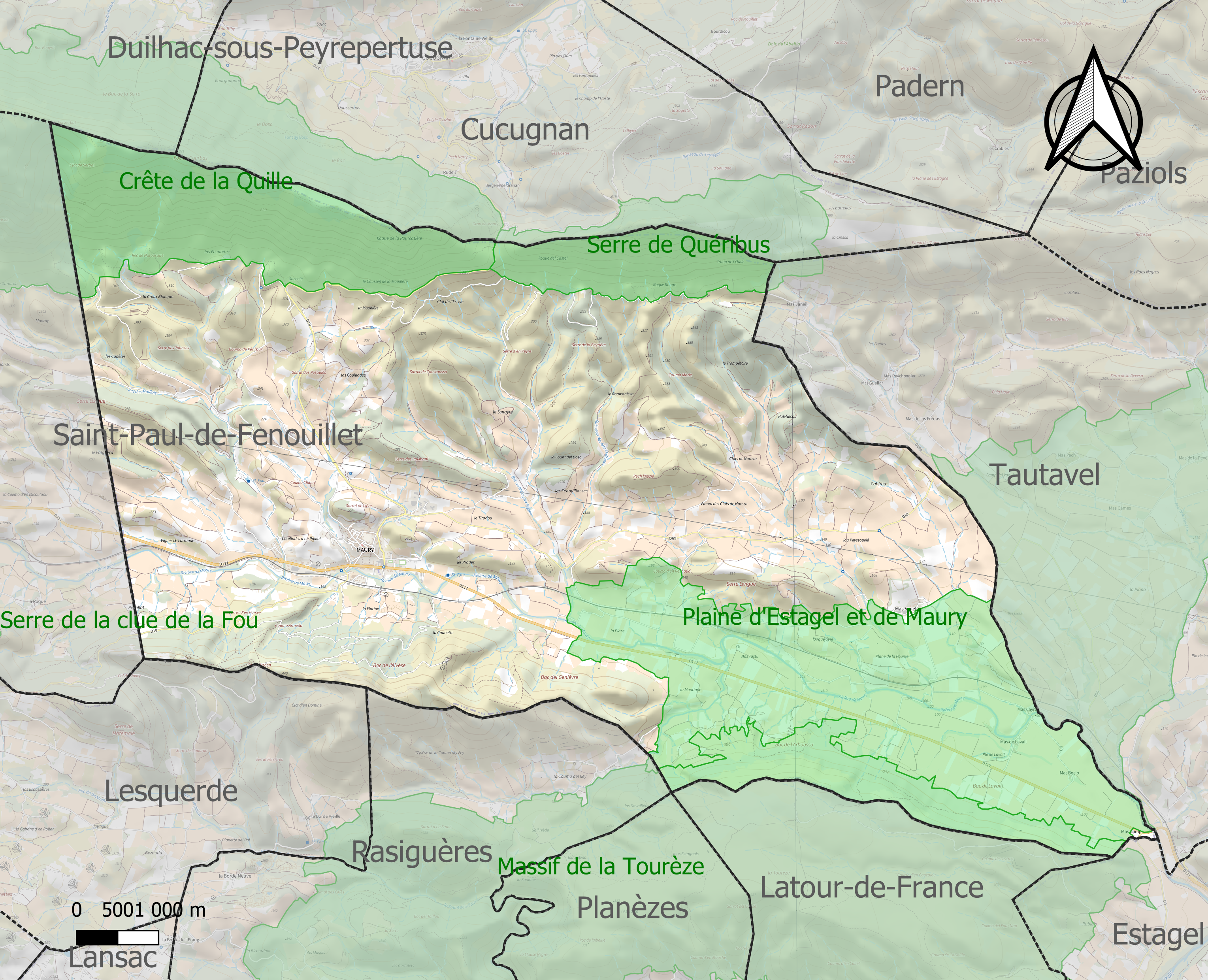
Carte des ZNIEFF de type 1 sur la commune.
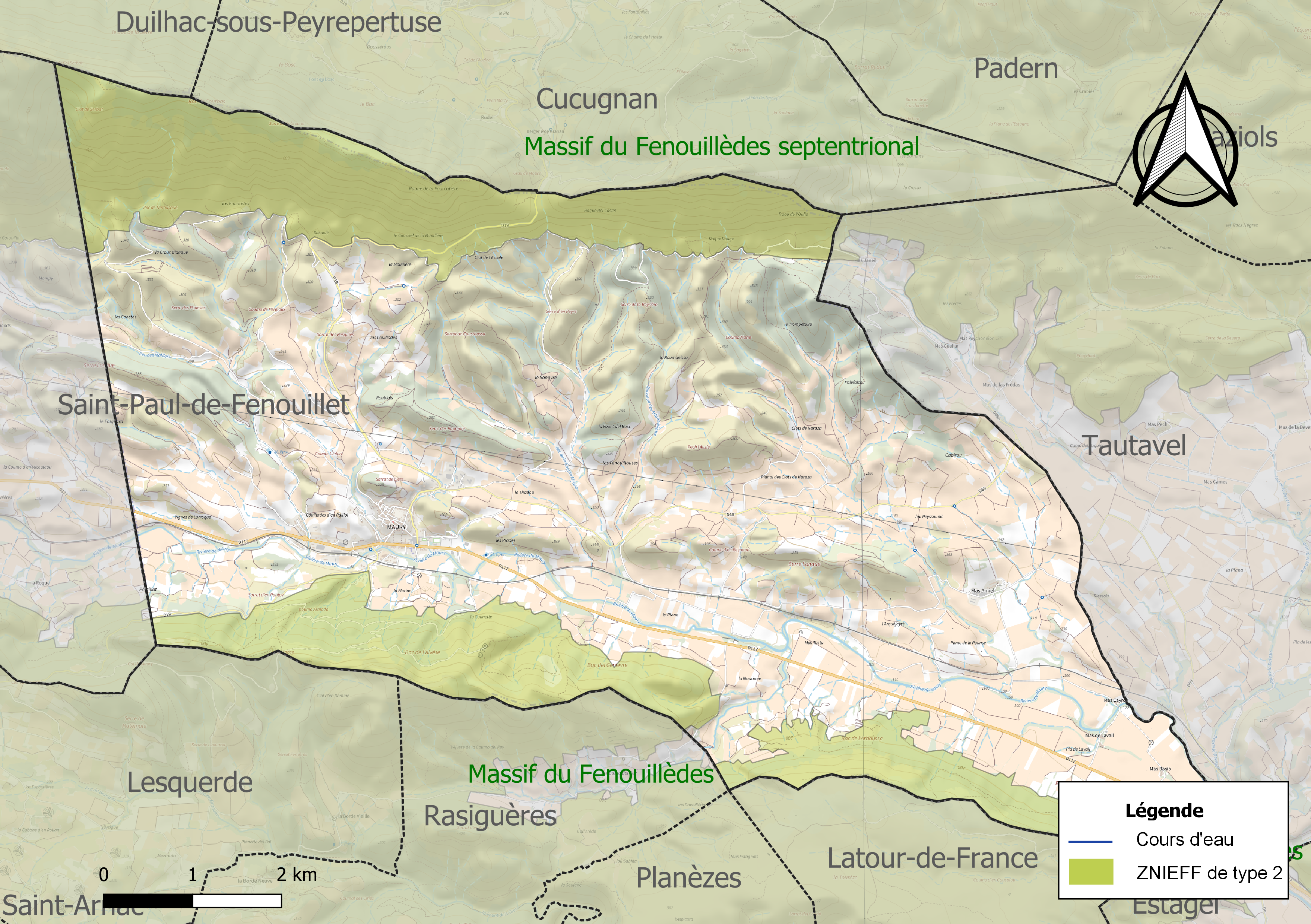
Carte des ZNIEFF de type 2 sur la commune.

## Urbanisme

### Typologie
Au 1er janvier 2024, Maury est catégorisée bourg rural, selon la nouvelle grille communale de densité à sept niveaux définie par l'Insee en 2022.
Elle est située hors unité urbaine. Par ailleurs la commune fait partie de l'aire d'attraction de Perpignan, dont elle est une commune de la couronne,. Cette aire, qui regroupe 118 communes, est catégorisée dans les aires de 200 000 à moins de 700 000 habitants,.

### Occupation des sols
L'occupation des sols de la commune, telle qu'elle ressort de la base de données européenne d’occupation biophysique des sols Corine Land Cover (CLC), est marquée par l'importance des territoires agricoles (52,3 % en 2018), une proportion sensiblement équivalente à celle de 1990 (52,1 %). La répartition détaillée en 2018 est la suivante : 
cultures permanentes (47,1 %), milieux à végétation arbustive et/ou herbacée (29,9 %), espaces ouverts, sans ou avec peu de végétation (8,3 %), forêts (8 %), zones agricoles hétérogènes (5,2 %), zones urbanisées (1,5 %). L'évolution de l’occupation des sols de la commune et de ses infrastructures peut être observée sur les différentes représentations cartographiques du territoire : la carte de Cassini (XVIIIe siècle), la carte d'état-major (1820-1866) et les cartes ou photos aériennes de l'IGN pour la période actuelle (1950 à aujourd'hui).

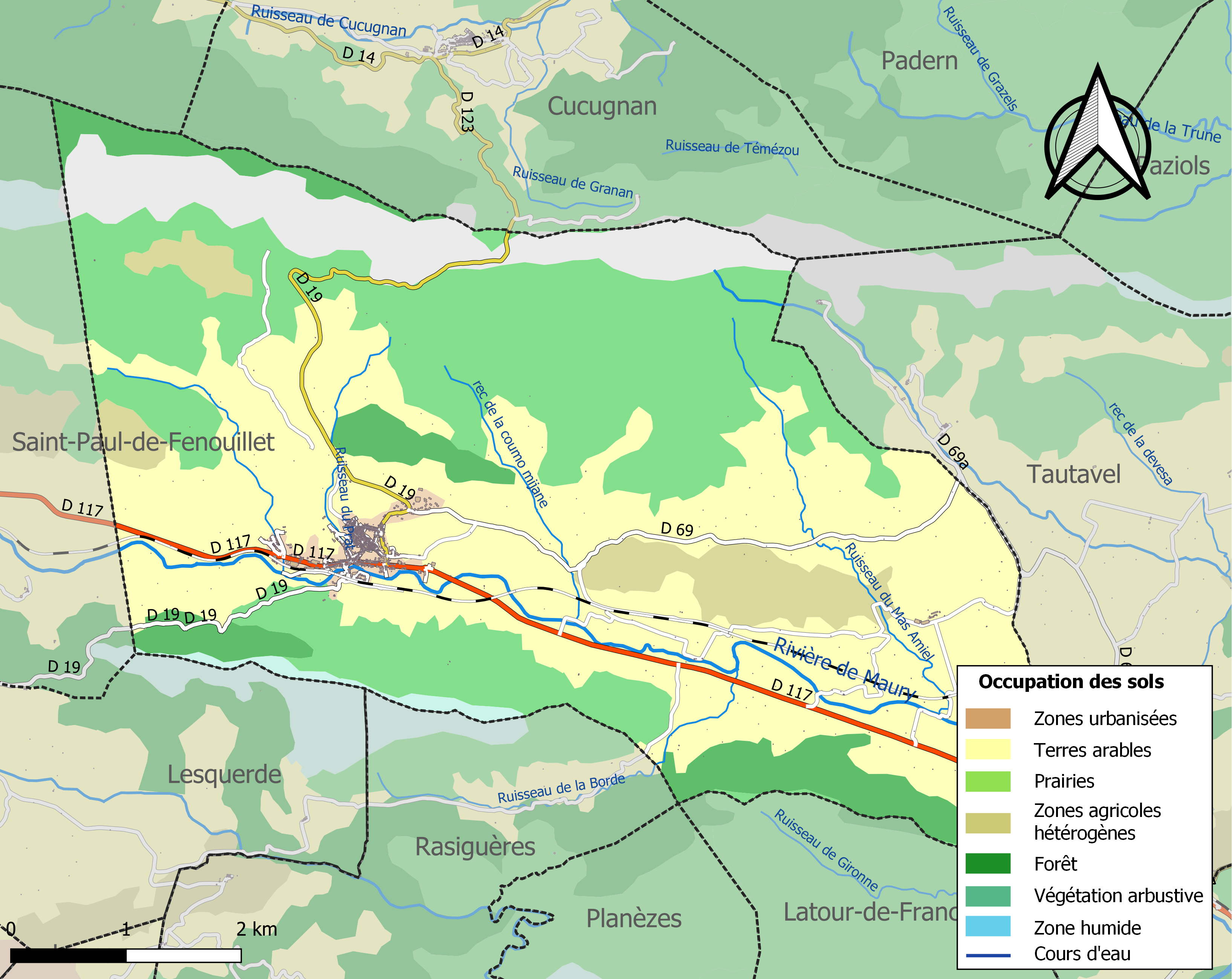
Carte des infrastructures et de l'occupation des sols de la commune en 2018 (CLC).

### Voies de communication et transports
La ligne 500 du réseau régional liO relie la commune à la gare de Perpignan et à Quillan.

### Risques majeurs
Le territoire de la commune de Maury est vulnérable à différents aléas naturels : inondations, climatiques (grand froid ou canicule), feux de forêts, mouvements de terrains et séisme (sismicité modérée). Il est également exposé à un risque technologique,  le transport de matières dangereuses,.

#### Risques naturels
Certaines parties du territoire communal sont susceptibles d’être affectées par le risque d’inondation par crue torrentielle de cours d'eau du bassin de l'Agly.
Les mouvements de terrains susceptibles de se produire sur la commune sont soit des mouvements liés au retrait-gonflement des argiles, soit des glissements de terrains, soit des chutes de blocs, soit des effondrements liés à des cavités souterraines. Une cartographie nationale de l'aléa retrait-gonflement des argiles permet de connaître les sols argileux ou marneux susceptibles vis-à-vis de ce phénomène. L'inventaire national des cavités souterraines permet par ailleurs de localiser celles situées sur la commune.

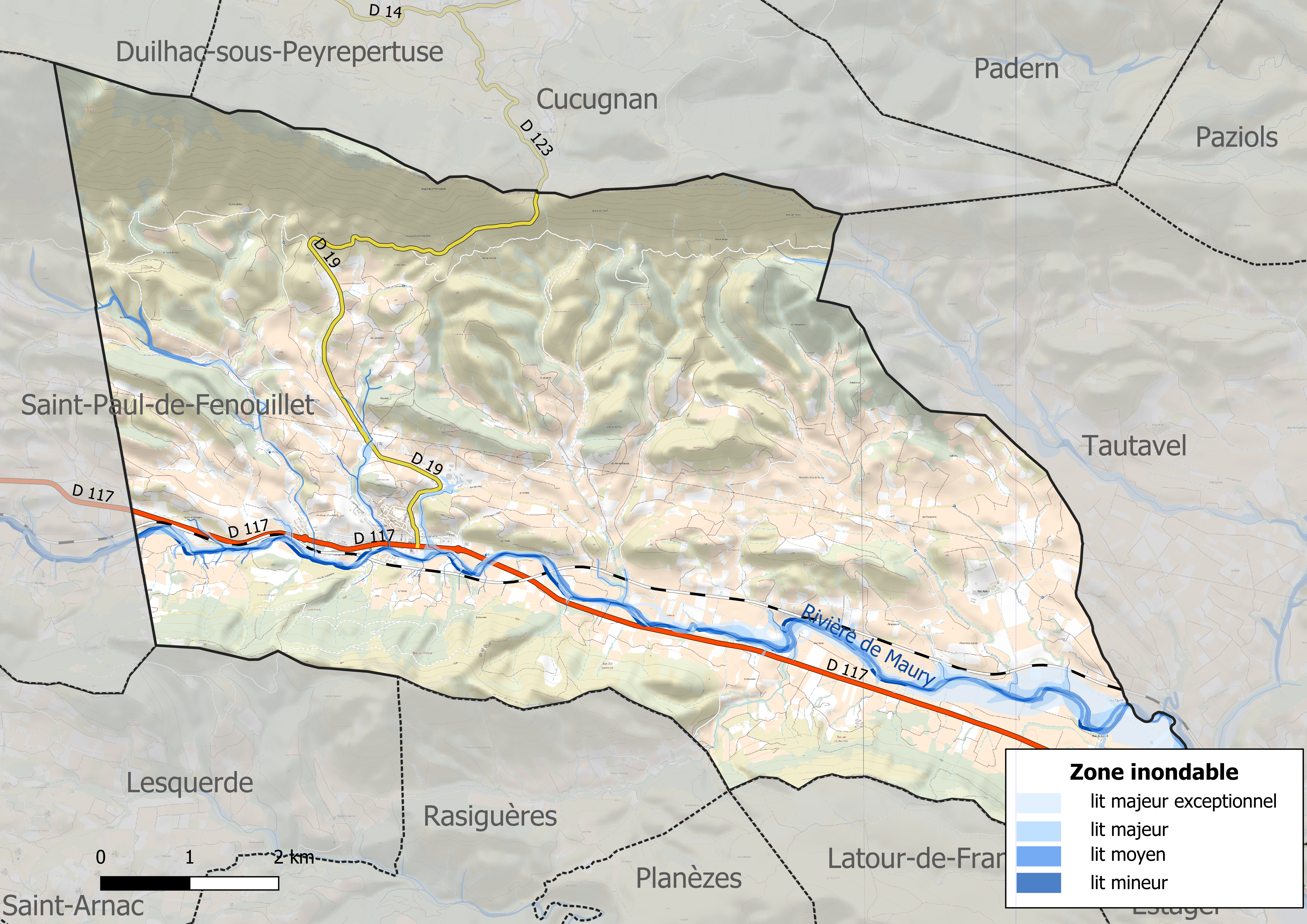
Carte des zones inondables.
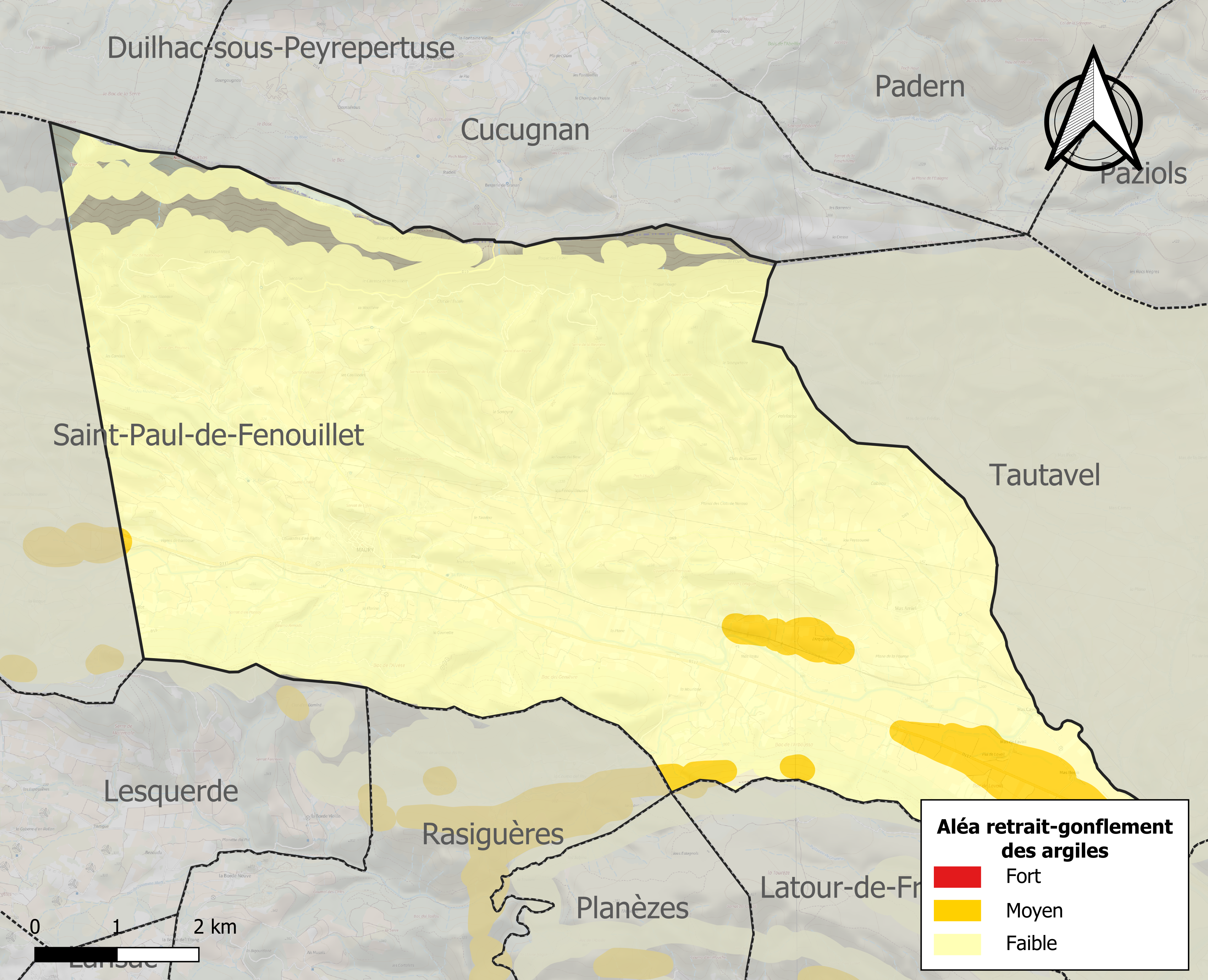
Carte des zones d'aléa retrait-gonflement des argiles.

#### Risques technologiques
Le risque de transport de matières dangereuses sur la commune est lié à sa traversée par une route à fort trafic. Un accident se produisant sur une telle infrastructure est en effet susceptible d’avoir des effets graves au bâti ou aux personnes jusqu’à 350 m, selon la nature du matériau transporté. Des dispositions d’urbanisme peuvent être préconisées en conséquence.

## Toponymie
Le nom de la commune est Maurin en occitan, Maurí en catalan. Il existe un très large consensus scientifique au sein des linguistes occitanistes et catalanistes pour placer Maury dans la zone linguistique occitane. Selon le linguiste catalan Joan Coromines, c'est un village de transition entre le catalan et l'occitan.

## Histoire
En 842, Charles le Chauve donne à un certain Milon, le villar d'Amariolas ainsi que d'autres fiefs dans le territoire ou pagus du Fenouillèdes.
Maury a fait partie du VIIIe au XIIIe siècle du pagus et de la vicomté de Fenouillèdes.
En 1258 la vicomté de Fenouillèdes est annexée à la province de Languedoc par le traité de Corbeil. Au XIVe siècle la paroisse de Maury faisait partie de l'archiprêtré de Fenouillèdes, au sein du diocèse de Narbonne puis d'Alet. Le Fenouillèdes se trouve à l'époque à la frontière entre les royaumes de France et d'Aragon (et plus tard d'Espagne), lieu de conflit permanent et donc de misère et de pauvreté, mais aussi de commerce. Le château de Quéribus fait partie à l'époque du réseau de signalisation militaire utilisé par la France.

## Politique et administration

### Liste des maires
| Période | Période  | Identité          | Étiquette | Qualité                                                                |
| ------- | -------- | ----------------- | --------- | ---------------------------------------------------------------------- |
| 1944    | 1953     | Damien Marquier   |           |                                                                        |
| 1953    | 1959     | Georges Olive     |           |                                                                        |
| 1959    | 1960     | Henry Gelly       |           |                                                                        |
| 1960    | 1965     | Roger Peille      |           |                                                                        |
| 1965    | 1969     | Gaston Armingaud  |           |                                                                        |
| 1969    | 1979     | Claude Flamand    |           |                                                                        |
| 1979    | 1983     | Jean-Louis Lafage |           |                                                                        |
| 1983    | 2001     | Jean-Louis Véra   |           |                                                                        |
| 2001    | En cours | Charles Chivilo , | PRG-MR    | Potier Président de la Communauté de communes Conseiller départemental |

## Population et société

### Démographie ancienne
La population est exprimée en nombre de feux (f) ou d'habitants (H).
| 1693 | 1709 | 1720 | 1774 | 1788  | 1789  |
| ---- | ---- | ---- | ---- | ----- | ----- |
| 52 f | 50 f | 50 f | 80 f | 271 H | 102 f |

### Démographie contemporaine
L'évolution du nombre d'habitants est connue à travers les recensements de la population effectués dans la commune depuis 1793. Pour les communes de moins de 10 000 habitants, une enquête de recensement portant sur toute la population est réalisée tous les cinq ans, les populations de référence des années intermédiaires étant quant à elles estimées par interpolation ou extrapolation. Pour la commune, le premier recensement exhaustif entrant dans le cadre du nouveau dispositif a été réalisé en 2006.

En 2022, la commune comptait 780 habitants, en évolution de −0,38 % par rapport à 2016 (Pyrénées-Orientales : +3,92 %, France hors Mayotte : +2,11 %).
| 1793 | 1800 | 1806 | 1821  | 1831  | 1836  | 1841  | 1846  | 1851  |
| ---- | ---- | ---- | ----- | ----- | ----- | ----- | ----- | ----- |
| 598  | 648  | 657  | 1 034 | 1 056 | 1 098 | 1 266 | 1 352 | 1 342 |

| 1856  | 1861  | 1866  | 1872  | 1876  | 1881  | 1886  | 1891  | 1896  |
| ----- | ----- | ----- | ----- | ----- | ----- | ----- | ----- | ----- |
| 1 444 | 1 607 | 1 653 | 1 660 | 1 709 | 1 830 | 1 819 | 1 830 | 1 686 |

| 1901  | 1906  | 1911  | 1921  | 1926  | 1931  | 1936  | 1946  | 1954  |
| ----- | ----- | ----- | ----- | ----- | ----- | ----- | ----- | ----- |
| 1 721 | 1 717 | 1 603 | 1 546 | 1 506 | 1 377 | 1 394 | 1 343 | 1 313 |

| 1962  | 1968  | 1975  | 1982 | 1990 | 1999 | 2006 | 2011 | 2016 |
| ----- | ----- | ----- | ---- | ---- | ---- | ---- | ---- | ---- |
| 1 405 | 1 298 | 1 059 | 982  | 916  | 850  | 901  | 840  | 783  |

| 2021 | 2022 | - | - | - | - | - | - | - |
| ---- | ---- | - | - | - | - | - | - | - |
| 785  | 780  | - | - | - | - | - | - | - |

| selon la population municipale des années : | 1968 | 1975 | 1982 | 1990 | 1999 | 2006 | 2009 | 2013 |
| Rang de la commune dans le département      | 46   | 47   | 64   | 72   | 82   | 84   | 85   | 92   |
| Nombre de communes du département           | 232  | 217  | 220  | 225  | 226  | 226  | 226  | 226  |

### Manifestations culturelles et festivités
- Fête patronale et communale : 13 novembre[54] ;
- Fête du vin : 1er dimanche de juillet[54] ;
- Foire : 25 septembre[54] ;
- Marché : tous les jours sauf dimanche et lundi[54].

## Économie

### Revenus
En 2018, la commune compte 375 ménages fiscaux, regroupant 763 personnes. La médiane du revenu disponible par unité de consommation est de 16 120 € (19 350 € dans le département).

### Emploi
|                | 2008   | 2013   | 2018   |
| -------------- | ------ | ------ | ------ |
| Commune        | 8,3 %  | 9,1 %  | 10,4 % |
| Département    | 10,3 % | 12,9 % | 13,3 % |
| France entière | 8,3 %  | 10 %   | 10 %   |

En 2018, la population âgée de 15 à 64 ans s'élève à 419 personnes, parmi lesquelles on compte 72 % d'actifs (61,6 % ayant un emploi et 10,4 % de chômeurs) et 28 % d'inactifs,. Depuis 2008, le taux de chômage communal (au sens du recensement) des 15-64 ans est inférieur à celui du département, mais supérieur à celui de la France.
La commune fait partie de la couronne de l'aire d'attraction de Perpignan, du fait qu'au moins 15 % des actifs travaillent dans le pôle,. Elle compte 282 emplois en 2018, contre 303 en 2013 et 299 en 2008. Le nombre d'actifs ayant un emploi résidant dans la commune est de 263, soit un indicateur de concentration d'emploi de 107 % et un taux d'activité parmi les 15 ans ou plus de 47,6 %.
Sur ces 263 actifs de 15 ans ou plus ayant un emploi, 151 travaillent dans la commune, soit 57 % des habitants. Pour se rendre au travail, 85,4 % des habitants utilisent un véhicule personnel ou de fonction à quatre roues, 0,4 % les transports en commun, 8,4 % s'y rendent en deux-roues, à vélo ou à pied et 5,8 % n'ont pas besoin de transport (travail au domicile).

### Activités hors agriculture

#### Secteurs d'activités
65 établissements sont implantés  à Maury au 31 décembre 2019. Le tableau ci-dessous en détaille le nombre par secteur d'activité et compare les ratios avec ceux du département,.
| Secteur d'activité                                                                                        | Commune | Commune | Département |
| Secteur d'activité                                                                                        | Nombre  | %       | %           |
| --- | ------- | ------- | ----------- |
| Ensemble                                                                                                  | 65      | 100 %   | (100 %)     |
| Industrie manufacturière, industries extractives et autres                                                | 7       | 10,8 %  | (8,7 %)     |
| Construction                                                                                              | 6       | 9,2 %   | (14,3 %)    |
| Commerce de gros et de détail, transports, hébergement et restauration                                    | 28      | 43,1 %  | (30,5 %)    |
| Information et communication                                                                              | 2       | 3,1 %   | (1,9 %)     |
| Activités financières et d'assurance                                                                      | 2       | 3,1 %   | (3 %)       |
| Activités immobilières                                                                                    | 1       | 1,5 %   | (6,2 %)     |
| Activités spécialisées, scientifiques et techniques et activités de services administratifs et de soutien | 7       | 10,8 %  | (13 %)      |
| Administration publique, enseignement, santé humaine et action sociale                                    | 9       | 13,8 %  | (13,9 %)    |
| Autres activités de services                                                                              | 3       | 4,6 %   | (8,5 %)     |

Le secteur du commerce de gros et de détail, des transports, de l'hébergement et de la restauration est prépondérant sur la commune puisqu'il représente 43,1 % du nombre total d'établissements de la commune (28 sur les 65 entreprises implantées  à Maury), contre 30,5 % au niveau départemental.

#### Entreprises et commerces
Les quatre entreprises ayant leur siège social sur le territoire communal qui génèrent le plus de chiffre d'affaires en 2020 sont : 
- Les Vignes Olivier Decelle - Lvod, commerce de gros (commerce interentreprises) de boissons (3 893 k€)
- Domaine De Venus, culture de la vigne (164 k€)
- Galarcey SARL, commerce de gros (commerce interentreprises) de boissons (71 k€)
- Venus And Co, commerce de gros (commerce interentreprises) de boissons (48 k€)
- Maison interconsulaire où participe la Chambre de commerce et d'industrie de Perpignan et des Pyrénées-Orientales.

### Agriculture
La commune est dans les « Corbières du Roussillon », une petite région agricole occupant le nord du département des Pyrénées-Orientales. En 2020, l'orientation technico-économique de l'agriculture  sur la commune est la viticulture.
|               | 1988  | 2000  | 2010  | 2020  |
| ------------- | ----- | ----- | ----- | ----- |
| Exploitations | 164   | 137   | 118   | 80    |
| SAU (ha)      | 1 899 | 2 144 | 1 829 | 1 440 |

Le nombre d'exploitations agricoles en activité et ayant leur siège dans la commune est passé de 164 lors du recensement agricole de 1988  à 137 en 2000 puis à 118 en 2010 et enfin à 80 en 2020, soit une baisse de 51 % en 32 ans. Le même mouvement est observé à l'échelle du département qui a perdu pendant cette période 73 % de ses exploitations,. La surface agricole utilisée sur la commune a également diminué, passant de 1899 ha en 1988 à 1440 ha en 2020. Parallèlement la surface agricole utilisée moyenne par exploitation a augmenté, passant de 12 à 18 ha.

#### Produits
Maury est une commune viticole aux crus réputés. Elle est connue pour son vin doux rouge, le maury qui ressemble à du Porto. Ce vin doux naturel est voisin du Banyuls. Il s'agit d'une appellation d'origine contrôlée (AOC) depuis 1936.
La commune produit également un vin sec, qui possède son AOC depuis 2011. Auparavant, il était vendu sous l'appellation côtes du Roussillon.

## Culture locale et patrimoine

### Monument et lieux touristiques
- Monument proto-historique sur la commune : le dolmen dit Tumbo dels Espandiols (ou Tombe des Espagnols)
- Chapelle Saint-Roch, chapelle dédiée à saint Roch, de style roman, édifiée en 1854.
- Église Saint-Brice, église dédiée à saint Brice, rare cas d'église de style moderne dans le département.
- La cave coopérative des vignerons de Maury, achevée en 1911, réalisée par Pierre Paul, bénéficie du label « Patrimoine du XXe siècle » depuis 2013.
- Nombreuses peintures murales en trompe-l'œil, notamment de Bernard Gout.

### Personnalités liées à la commune
- Georges Baillat (1896-1987) : médecin, résistant et homme politique né à Maury ;
- Guy Flamand (1900-1970) : joueur de rugby à XV né à Maury, champion de France avec Quillan en 1929.

### Culture populaire
Littérature
- Gérard Gavarry, Leucate Univers : roman, Paris, P.O.L, 2016, 265 p. (ISBN 978-2-8180-3981-6, BNF 45013010), roman ayant essentiellement pour cadre Leucate à différentes époques, mais dont une partie de l'histoire se déroule à Maury[62].

### Héraldique
| Blason de Maury | Blason  | De gueules à trois fusées d'argent accolées en fasce. |
| Blason de Maury | Détails | Le statut officiel du blason reste à déterminer.      |